# Edolisoma
Edolisoma (лат.) — род птиц в семействе личинкоедовых (Campephagidae). Представители рода распространены на островах Малайского архипелага, на Новой Гвинее и в Австралии. Ранее представителей рода включали в состав рода Coracina, который был разделен на основании результатов молекулярно-филогенетического исследования, опубликованного в 2010 году, и 22 вида были переведены в восстановленный род Edolisoma.

## Классификация
Международный союз орнитологов относит к роду 31 вид:
- Edolisoma admiralitatis
- Edolisoma amboinense
- Edolisoma anale — Горный сорокопутовый личинкоед
- Edolisoma ceramense
- Edolisoma coerulescens
- Edolisoma dispar
- Edolisoma dohertyi — Полосатый сорокопутовый личинкоед
- Edolisoma erythropygium
- Edolisoma grayi
- Edolisoma holopolium — Цикадовый сорокопутовый личинкоед
- Edolisoma incertum
- Edolisoma insperatum
- Edolisoma melas
- Edolisoma meyerii
- Edolisoma mindanense
- Edolisoma monacha
- Edolisoma montanum — Чернобрюхий сорокопутовый личинкоед
- Edolisoma morio — Темноплечий сорокопутовый личинкоед
- Edolisoma nesiotis
- Edolisoma obiense
- Edolisoma ostentum
- Edolisoma parvulum — Крошечный сорокопутовый личинкоед
- Edolisoma pelingi
- Edolisoma remotum
- Edolisoma rostratum
- Edolisoma salomonis
- Edolisoma salvadorii
- Edolisoma schisticeps — Тёмный сорокопутовый личинкоед
- Edolisoma sula
- Edolisoma tenuirostre — Тонкоклювый сорокопутовый личинкоед
- Edolisoma timoriense
- Edolisoma tricolor